# Фальс Борда, Орландо
Орландо Фальс Борда (исп. Orlando Fals Borda, 11 июля 1925, Барранкилья — 12 августа 2008, Богота) — колумбийский социолог, один из самых значительных латиноамериканских мыслителей. Вместе с падре Камило Торресом в 1959 г. основал первый в Латинской Америке факультет социологии в Национальном университете Колумбии.
Фальс Борда учился на бакалавра в Университете Дубуке по специальности английская литература, затем в магистратуре в Университете Миннесоты и получил диплом PHD по социологии в 1955 году. Вернувшись из США на родину, колумбийский социолог считал, что его стране необходимо изучение социальных проблем в научных рамках, особенно в рамках социологии.
Но вклад Фальса не ограничился только письменными трудами, он основал первый факультет социологии в Латинской Америке в Национальном Университете Колумбии в 1959 году, деканом которого он пробыл до 1966 года.
Таким образом, после тяжелой работы, которая была проведена, социология была профессионально институционализирована в Колумбии открытием факультета социологии, которую поддерживали коллеги, не только из Колумбии, но и из других стран, среди которых были: социолог и священнослужитель Камило Торрес Рестрепо, выпускник Католического Университета Левена, антрополог Эндрю Пирс, консультант ЮНЕСКО, Роберто Пинеда и Вирджиния Гутьеррес де Пинеда, социальные антропологи Нормальной Высшей Школы, философ Томас Дукаи. В основном, Фальс принимал активное участие в процессе обучения, научных исследований и институционализации социологии.

## Книги
- La Tierra y el Hombre en Boyacá. 1972
- La violencia en Colombia (Совместно с Херманом Гусманом Кампосом, Камило Торресом Рестрепо и Эдуардо Уманья Луной). 1962.
- Mompox y Loba: Historia Doble de la Costa. 1979
- Resistencia en el San Jorge: Historia doble de la Costa. 1984
- La insurgencia de las provincias / Hacia un nuevo ordenamiento territorial para Colombia (Совместно с Эрнесто Гуль Нимцем). 1988